# Gillian Henselwood
Gillian Henselwood (conocida como Jill Henselwood; Ottawa, 1 de noviembre de 1962) es una jinete canadiense que compitió en la modalidad de salto ecuestre.
Participó en dos Juegos Olímpicos de Verano, obteniendo una medalla de plata en Pekín 2008, en la prueba por equipos (junto con Eric Lamaze, Ian Millar y Malcolm Cone), y el quinto lugar en Londres 2012, en la misma prueba.
Ganó tres medallas en los Juegos Panamericanos, en los años 1999 y 2007.

## Palmarés internacional
| Juegos Olímpicos     | Juegos Olímpicos        | Juegos Olímpicos  | Juegos Olímpicos |
| Año                  | Lugar                   | Medalla           | Categoría        |
| -------------------- | ----------------------- | ----------------- | ---------------- |
| 2008                 | Hong Kong (China)       | Medalla de plata  | Por equipos      |
| Juegos Panamericanos |                         |                   |                  |
| Año                  | Lugar                   | Medalla           | Categoría        |
| 1999                 | Winnipeg (Canadá)       | Medalla de bronce | Por equipos      |
| 2007                 | Río de Janeiro (Brasil) | Medalla de oro    | Individual       |
| 2007                 | Río de Janeiro (Brasil) | Medalla de plata  | Por equipos      |